# Przyczyna Górna
Przyczyna Górna – wieś w Polsce położona w województwie lubuskim, w powiecie wschowskim, w gminie Wschowa.

## Historia
Wieś istnieje co najmniej od początku XIII wieku. Wymieniona w łacińskim dokumencie z 1210  jako „Pretsino”, w 1273 (według zachoanej kopii z XVII wieku) „Priczyn, Przyczyn”, 1290 „Predsin”, 1326 (wg. kop. XVII w.) „Przyczyny”, 1327 (kop. XVII w.) „Pritschinin Antiquum”, 1404 „Pizedczin Superior”, 1405 „Prziczina”, 1459 „Przyczina”, 1506 „Priczyna”, 1514 „Maior Priczina”, 1517 „Superior Priczkinaw, Superior Priczkina”, 1529 „Prziczna”, 1548 „Pritschina”, 1548 „Przithczina”, 1579 „Priczina Maior”, 1672 „Magna Przyczyna”, w 1944 w czasie III Rzeszy „Ober Pritschen”.
Osada ma jednak wcześniejszą metrykę niż zachowane o niej archiwalne zapisy. Archeolodzy odkryli na północ od wsi cmentarzysko szkieletowe z X-XI wieku oraz ślady osady z fragmentami naczyń z XI-XIII wieku. Fragmenty naczyń z XI-XIII wieku znalezione zostały także we wsi.
Wieś leżała na pograniczu Wielkopolski oraz Dolnego Śląska przy granicy Korony Królestwa Polskiego z księstwie głogowskim. Początkowo należała do kasztelanii przemęckiej, a w 1563 do powiatu wschowskiego Korony Królestwa Polskiego. W 1405 była siedzibą własnej parafii. W 1510 należała do dekanatu wschowskiego.
Przed lokacją teren, na którym powstała miejscowość, był początkowo polem należącym do miasta Wschowa. Był on własnością książęcą, a później królewską czyli t.zw. królewszczyzną należącą do królów polskich. Pierwszy dokument związany ze wsią pochodzi z 1210 i jest niezrealizowaną fundacją, nadaniem księcia wielkopolskiego Władysława Odonica dla opactwa cystersów w Przemęcie.
W archiwach zachowała się treść aktu lokacyjnego wsi z końca XIII wieku. W 1273 książę wielkopolski Przemysł II nadał sołtysowi Walterowi wieś Przyczyna Górna celem lokacji na prawie niemieckim. Wieś miała liczyć 50 łanów, a sołtys miał w niej sprawować sądownictwo z wyłączeniem spraw o zabójstwo. Miał on także prawo pobierać 1/3 kar sądowych. Otrzymał co siódmy łan wolny od obciążeń, a ponadto 2 łany wolne dla karczmy, która powstała w mieście Wschowie oraz młyn zbożowy. Po upływie 12 lat wolnizny z każdego łanu mieszkańcy mieli płacić jedną grzywnę czynszu oraz po 3 miary głogowskie pszenicy, owsa i żyta. 
W 1290 ksiązę głogowski i wielkopolski Henryk III Głogowczyk zezwolił, aby 15 nieurodzajnych łanów frankońskich, jakie w Przyczynie Górnej należały do miasta Wschowy, liczyć przy opłacaniu czynszu jako 10 łanów. 
Według kopii z XVII wieku w 1326 książę głogowski i wielkopolski Henryk IV Wierny zaświadczył, że Lutold z Malewicz przed śmiercią nadał opactwu cystersów w Wieleniu 5 łanów w Przyczynie Górnej, z których trzy łany posiadali „bracia Cedelitz Weleylinus i Maranus” oraz po jednym łanie należących do Guncelina z Trwiny oraz Hermana z Wellersdorfu. W 1327 książę głogowski i wielkopolski Przemko głogowski zatwierdził Hermanowi z Drzewc przywilej wystawiony przez Henryka II w sprawie 5 łanów w Przyczynie Górnej, należących do folwarku Temchina z Seidlitz.
W 1345 król polski Kazimierz III Wielki nadał miastu Wschowa wieś wraz z kościołem. W 1404 król polski Władysław II Jagiełło potwierdził mieszczanom wschowskim m.in. posiadanie wsi Przyczyna Górna wraz z kościołem. W latach 1444-1466 źródła notują sołtysa wsi Mikołaja Herolta. W 1444 na jego prośbę król polski Władysław III Warneńczyk zatwierdził przywilej lokacyjny z 1273, a w 1447 to samo uczynił król polski Kazimierz IV Jagiellończyk. W 1450 król polecił staroście wschowskiemu bronić wsi przed nadmiernymi obciążeniami ze strony rajców wschowskich. W 1459 król rozstrzygnął spór sołtysa Mikołaja z rajcami Wschowy. W 1466 Mikołaj sołtys w Przyczyny Górnej toczył proces sądowy z bractwem altarystów we Wschowie. 
W 1497 wieś miała dwóch sołtysów Andrzeja Herolta oraz jego brata. W tym roku król polski oraz książę głogowski Jan I Olbracht nadał prawo do ich dóbr kasztelanowi lądzkiemu oraz sędziemu ziemskiemu poznańskiemu Piotrowi Opalińskiemu herbu Łodzia z powodu niedopełnienia obowiązku uczestnictwa w pospolitym ruszeniu w czasie wojny polsko-tureckiej (1485–1503). W 1517 szlachcianka Katarzyna Racławkowska wdowa po Andrzeju Herolcie sołtysie i dziedzicu w Przyczynie Górnej pozwała rajców Wschowy o zagarnięcie sołectwa, na którym zmarły mąż zapisał jej w dożywocie 30 grzywien oprawy wdowiej. Rajcy w odpowiedzi na zarzuty oznajmili, że kupili to sołectwo od zmarłego Andrzeja Herolta za zgodą Katarzyny, która okazała dokument zatwierdzający jej oprawę, wystawiony przez starostę wschowskiego Wojciecha Górskiego. Ostatecznie sąd uznał dokument i przyznał sołectwo Katarzynie.
W 1564 wieś należała do mieszczan wschowskich. W latach 1578-1642 kościół w Przyczynie Górnej znalazł się w ręku innowierców, którzy w 1591 w miejsce drewnianego wybudowali nowy kościół murowany z cegły. Kościół w ich ręku pozostał przez 70 lat. W 1672 odbyła się jego wizytacja. Murowany kościół pod wezwaniem św. Jerzego należał wówczas do króla polskiego Jana II Kazimierza Wazy. Miejscowy pleban posiadał własne role we wsi.
Miejscowość odnotowano również w historycznych rejestrach poborowych. W 1273 wieś liczyła 50 łanów. W 1563 odbył się e niej pobór od 41 łanów, a w 1566 od 41 łanów. W 1564 we wsi odnotowano 41 łanów oraz 3 pręty. W 1579 pobrano podatki od 50 łanów, dwóch zagrodników z rolami, 11 zagrodników bez roli, dwóch komorników z inwentarzem, 11 komorników bez inwentarza, owczarza wypasającego 40 owiec.
Do czasu rozbiorów leżała w Rzeczypospolitej Obojga Narodów. Wskutek II rozbioru Polski w 1793, miejscowość przeszła pod władanie Prus i jak cała Wielkopolska znalazła się w zaborze pruskim.
25 czerwca 2009 roku sołectwo zamieszkiwało 612 osób.
W latach 1975–1998 miejscowość administracyjnie należała do województwa leszczyńskiego.

## Zabytki

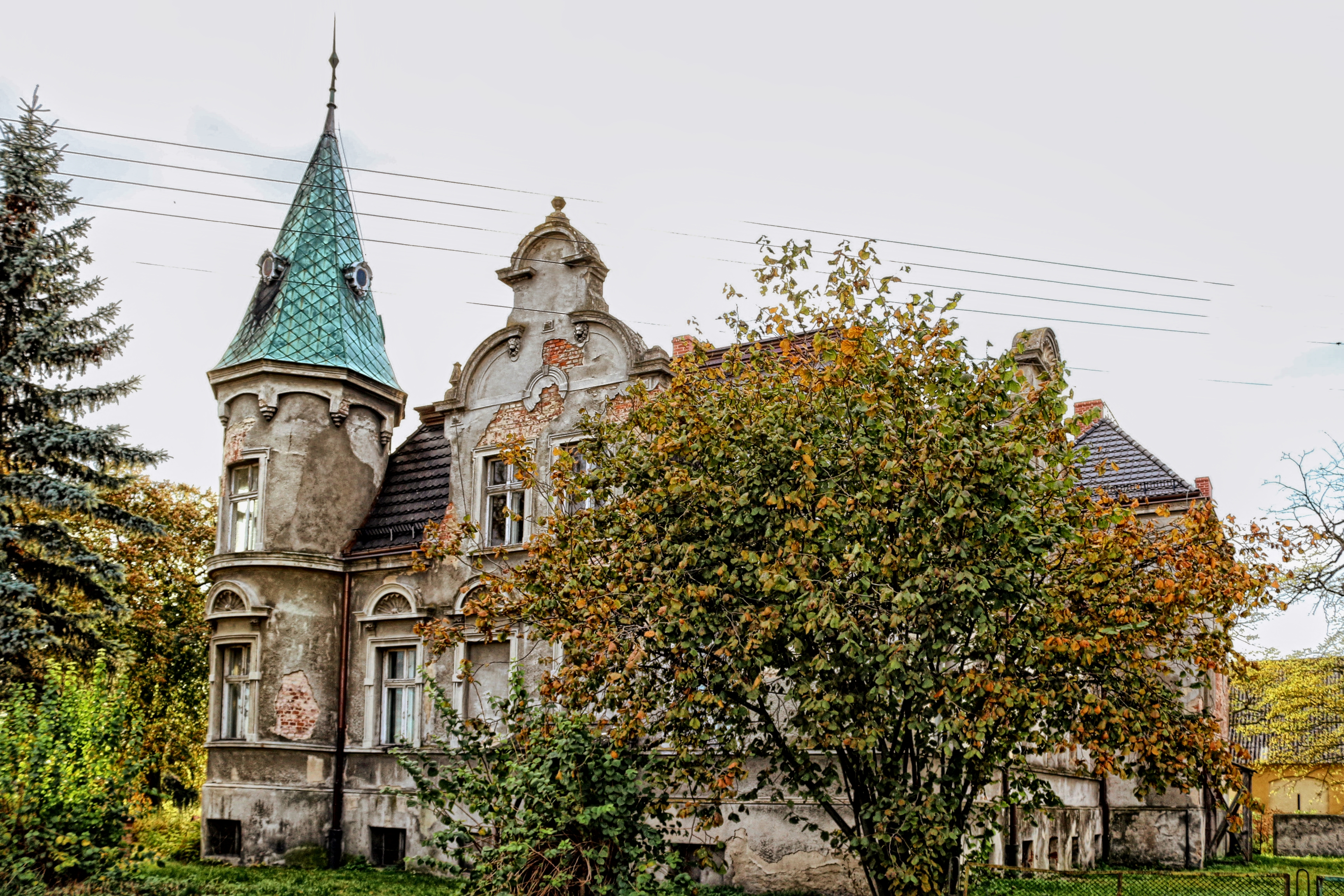
Pałac

Do wojewódzkiego rejestru zabytków wpisane są:
- kościół filialny pod wezwaniem św. Jerzego, z XIV wieku, XVII wieku
- pałac – dwór neoklasycystyczny nr 67, z XIX wieku
- pałac nr 1, z połowy XIX wieku
- spichrz folwarczny, z XIX wieku.